# Mihhail Korb
Mihhail Korb (ur. 3 sierpnia 1980 w Parnawie) – estoński polityk, ekonomista i samorządowiec, poseł XII, XIII i XIV kadencji, od 2016 do 2017 minister administracji publicznej.

## Życiorys
Ukończył zarządzanie przedsiębiorstwem na Uniwersytecie Technicznym w Tallinnie, na tej samej uczelni uzyskał magisterium z ekonomii. Zaangażował się w działalność polityczną w ramach Estońskiej Partii Centrum. W latach 2001–2004 pracował w administracji miasta Kohtla-Järve, następnie do 2005 jako specjalista ds. budżetu w administracji stołecznej dzielnicy Mustamäe. Następnie pełnił funkcję zarządzającego dzielnic Tallinna – Kristiine (2005–2011) i Kesklinn (2011–2014).
W 2014 objął mandat posła do Zgromadzenia Państwowego XII kadencji. W 2015 został wybrany na XIII kadencję Riigikogu. 23 listopada 2016 powołany na stanowisko ministra administracji publicznej w rządzie Jüriego Ratasa. 24 maja 2017 ustąpił ze stanowiska po krytyce związanej z jego wypowiedziami, w których krytykował członkostwo Estonii w NATO. W 2019 z powodzeniem ubiegał się o poselską reelekcję. Był sekretarzem generalnym centrystów, ustąpił z tej funkcji w styczniu 2021, gdy został objęty postępowaniem dotyczącym korupcji.